# جاي-ليغ جيكيو وينينغ إليفن
جاي-ليغ جيكيو وينينغ إليفن (باليابانية: Jリーグ 実況ウイニングイレブン) (بالإنجليزية: J-League Jikkyou Winning Eleven)‏ ، هي لعبة فيديو إلكترونية من نوع رياضة كرة القدم ، أنتجت شركة كونامي سنة 1995 ، وهي الإصدار الحصري لليابان ، وهي مرخصة من الدوري الياباني للدرجة الأولى.

## مصدر
1. ↑  J.League Jikkyou Winning Eleven for PlayStation - GameFAQs نسخة محفوظة 04 مارس 2016 على موقع واي باك مشين.